# 泳児
泳児（ヴィンシー、英語: Vincy Chan、本名:陳 家欣、1982年10月16日 - ）は、香港の女性歌手。中国系シンガポール人である。2006年デビュー。王菲（フェイ・ウォン）を髣髴させる、伸びのある高音ボーカルが特徴。現在の所属事務所/レコード会社はエンペラー・エンターテインメント・グループ/ミュージック・プラスになる。

## ディスコグラフィ

### アルバム
| リリース年 | 月 日    | タイトル                             | コメント                                                 |
| ---------- | -------- | ------------------------------------ | -------------------------------------------------------- |
| 2006年     | 7月27日  | 感應                                 |                                                          |
| 2007年     | 2月6日   | 花無雪                               | タイトル曲は、中島美嘉のヒット曲『雪の華』の広東語カバー |
| 2007年     | 10月15日 | Close to you                         |                                                          |
| 2008年     | 1月15日  | Vincy, Close to you!! live (DVD/VCD) |                                                          |
| 2008年     | 6月5日   | 多想認識你 (DVD/CD) (北京語盤)       | 元リリース日は5月23日                                    |

## 映画
- 2007年 『地獄第19層』- 蔡素蘭（Violet） 役

## CM
- Fairwood(2007~2008)